# Sphaeronura
Genre
Sphaeronura est un genre de collemboles de la famille des Neanuridae.

## Distribution
Les espèces de ce genre se rencontrent en Asie du Sud-Est.

## Liste des espèces
Selon Checklist of the Collembola of the World (version du 9 octobre 2019) :
- Sphaeronura bornensis (Schött, 1925)
- Sphaeronura chaotica (Yosii, 1976)

## Publication originale
- Cassagnau, 1983 : Un nouveau modèle phylogénétique chez les collemboles Neanurinae. Nouvelle Revue d'Entomologie, vol. 13, no 1, p. 3-27.